# La Place du Théâtre Français
La Place du Théâtre Français est un tableau réalisé par le peintre franco-danois Camille Pissarro en 1898. D'un format horizontal, cette huile sur toile est un paysage urbain qui représente la place parisienne où se trouve la Comédie-Française, aperçue en plongée depuis l'hôtel du Louvre. Ses arbres sont nus, mais elle est encombrée par le trafic des piétons et des hippomobiles, parmi lesquels des omnibus. L'œuvre est conservée au musée d'Art du comté de Los Angeles, à Los Angeles, en Californie, aux États-Unis.

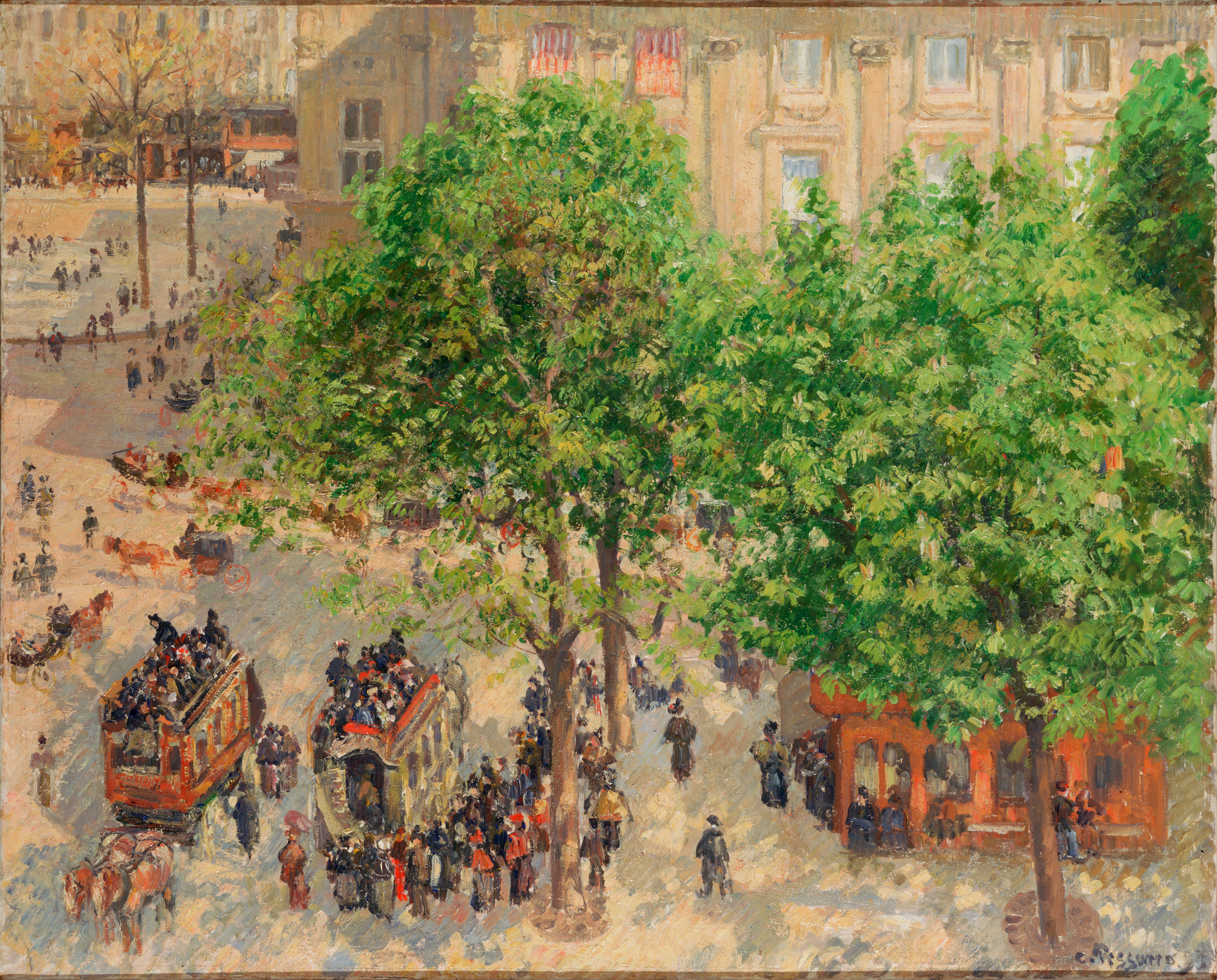
Place du Théâtre Français, printemps, 1898 – Musée de l'Ermitage, Saint-Pétersbourg.